# کالا پاتار
کالا پاتار (به لاتین: Kala Patthar) یک کوه در نپال است که در منطقه ساگارماسا واقع شده‌است. کالا پاتار ۵٬۶۴۴٫۵ متر بالاتر از سطح دریا واقع شده‌است.